# Engelsche Vaarwater
De Engelsche Vaarwater is een betonde vaargeul in de Oosterschelde in de provincie Zeeland oost van de Zeelandbrug. Het Engelsche Vaarwater loopt (richting zuid) van het knooppunt van de betonde vaargeulen Keeten en Roompot naar de betonde vaargeul Oosterschelde en sluit daar aan op het knooppunt met de betonde vaargeul Schaar van Colijnsplaat en de Overloop van Zierikzee aan de westkant van de Zeelandbrug. Het water is zout en heeft een getij. Oost van het Engelsche Vaarwater ligt de droogvallende zandbank Vondelingenplaat (niet te verwarren met het gelijknamige industriegebied in Rotterdam).
Het vaarwater is te gebruiken voor schepen tot en met CEMT-klasse VIb.
Het Engelsche Vaarwater is onderdeel van het Nationaal Park Oosterschelde en valt binnen het Natura 2000-gebied Oosterschelde.